# Episodi di Dragon Ball Z (quinta stagione)
La quinta stagione della serie televisiva anime Dragon Ball Z si intitola Saga dei cyborg (人造人間編?, Jinzō ningen hen) e comprende gli episodi dal 118 al 147. È prodotta da Toei Animation con regia di Daisuke Nishio, basata sul manga Dragon Ball di Akira Toriyama. Nella stagione fanno la loro comparsa i cyborg sviluppati dal Dottor Gelo del Red Ribbon per vendicarsi di Goku: i primi sono Numero 19 e Numero 20, seguiti dai Numeri 16, 17 e 18 e infine da Cell. I protagonisti li affrontano con l'aiuto di Trunks, il figlio di Vegeta e Bulma venuto a bordo di una macchina del tempo da un futuro devastato dai cyborg.
La stagione è andata in onda in Giappone su Fuji TV di mercoledì dal 27 novembre 1991 all'8 luglio 1992. L'edizione italiana è stata trasmessa in prima visione su Italia 1 dal 27 agosto al 19 settembre 2000 con programmazione irregolare.
Le sigle impiegate nell'edizione originale sono Cha-La Head-Cha-La di Hironobu Kageyama per l'apertura e Detekoi tobikiri Zenkai Power! di Manna per la chiusura, sostituite nel passaggio televisivo italiano dalla sigla unica What's My Destiny Dragon Ball, cantata da Giorgio Vanni.

## Lista episodi
| Nº  | Titolo italiano Giapponese 「Kanji」 - Rōmaji | In onda          | In onda           |
| Nº  | Titolo italiano Giapponese 「Kanji」 - Rōmaji | Giapponese       | Italiano          |
| 118 | Il ritorno di Freezer 「あれが地球だよパパ... フリーザ親子の逆襲」 - Are ga Chikyū dayo Papa... Furīza Oyako no Gyakushū | 27 novembre 1991 | 27 agosto 2000    |
| 118 | È passato ormai un anno ma Goku non è ancora tornato. La vita scorre tranquilla e Gohan, che un giorno in sogno riabbraccia suo padre che però subito dopo si trasforma in Freezer, è assillato dalla madre per lo studio tanto da affidarlo a Mr. Shu, un duro e brusco tutore che poi si rivelerà molto cattivo e violento con Gohan, arrivando addirittura a frustarlo. Il maestro sarà cacciato via di casa con la forza proprio da Chichi che, per rimproverarlo e punirlo furiosamente al posto di suo figlio Gohan (che si era sempre trattenuto, anche quando il tutore lo provocava parlando male di suo padre), lo insegue dopo avergli inveito contro. Intanto dallo spazio ritorna anche Vegeta, ospitato a casa di Bulma, dove facendo la doccia è costretto a indossare vestiti terrestri. Crilin e Gohan cominciano ad avvertire due strane presenze avvicinarsi alla Terra e una è quella di Freezer. Quindi decidono di recarsi sul luogo dove hanno sentito la strana presenza insieme ai loro amici. |                  |                   |
| 119 | Il ragazzo misterioso 「フリーザはボクが倒す... 悟空を待つ謎の少年」 - Furīza wa boku ga taosu... Gokū o matsu nazo no shōnen | 4 dicembre 1991  | 27 agosto 2000    |
| 119 | I terrestri raggiungono il punto in cui poco dopo atterra la navicella spaziale di Freezer e di suo padre, Re Cold. L'imperatore dello spazio infatti, sebbene fosse stato severamente mutilato dallo scontro su Namecc e dall'esplosione del pianeta, è stato rinvenuto ancora vivo da suo padre tra i detriti dell'ormai distrutto pianeta Namecc. È stato quindi sottoposto a una fase di ricostruzione con protesi cibernetiche che gli hanno sostituito parti del corpo, aumentandone anche la forza; una volta guarito l'unico pensiero di Cyborg Freezer è stato quello di vendicarsi di Goku e distruggere la Terra. Tuttavia prima che i soldati di Re Cold comincino ad attaccare la Terra appare un ragazzo con una spada intenzionato a fermare i loro piani, che li uccide rapidamente. |                  |                   |
| 120 | Un altro Super Saiyan 「フリーザを一刀両断!! もう一人の超サイヤ人」 - Furīza o Ittō Ryōdan!! Mō Hitori no Sūpā Saiyajin | 11 dicembre 1991 | 28 agosto 2000    |
| 120 | Dopo avere sconfitto facilmente i soldati il ragazzo minaccia Freezer e Cold profetizzando la loro morte, quindi, sotto lo stupore di tutti si trasforma in Super Saiyan esattamente come Goku, che dice di conoscere. Così facendo il giovane spiazza Freezer, che però si rifiuta di usare la sua massima potenza contro di lui, preferendo concludere subito lo scontro con una Supernova, con l'intenzione di distruggere il Super Saiyan insieme al pianeta. Ma quando il giovane si dimostra capace di sorreggere la sfera con una mano sola Freezer fa detonare la Supernova generando un gigantesco cratere e credendo di avere eliminato il Super Saiyan. Ma il giovane è sfuggito all'esplosione e con un Burning Attack fa abbassare la guardia a Freezer e, approfittando anche del fatto che il tiranno non fosse al massimo dei suoi poteri, lo coglie di sorpresa raggiungendolo in volo e lo taglia velocemente a metà con la sua spada.                                                                |                  |                   |
| 121 | Il misterioso guerriero 「オッス!! ひさしぶり... 帰って来た孫悟空」 - Ossu!! Hisashiburi... Kaettekita Son Gokū | 18 dicembre 1991 | 28 agosto 2000    |
| 121 | Dopo avere tagliato Freezer a metà il giovane misterioso lo fa a pezzi per poi disintegrarlo definitivamente. Eliminato Freezer il ragazzo va per fare lo stesso con suo padre Cold, che appare sicuro di sé credendo che il merito sia della spada. Cold lo invita a diventare suo alleato, ma il giovane rifiuta l'offerta e lo uccide con due colpi, dopodiché invita i terrestri ad aspettare il ritorno di Goku insieme a lui: egli infatti sa che Goku atterrerà nelle vicinanze di lì a tre ore, ma non vuole rivelare nulla di sé agli altri. Vegeta non crede che lui sia un vero Saiyan, in quanto differentemente dai puri di razza egli non ha i capelli neri e oltretutto è certo che non esistano altri Saiyan sopravvissuti. Alla fine Goku arriva sulla Terra esattamente come il misterioso guerriero aveva predetto. |                  |                   |
| 122 | Il mistero è svelato 「ボクの父はベジータです... 謎の少年の告白」 - Boku no Chichi wa Bejīta desu... Nazo no Shōnen no Kokuhaku | 8 gennaio 1992   | 29 agosto 2000    |
| 122 | Il ragazzo decide di svelare solo a Goku la sua identità a patto che lui gli dimostri di essere il Super Saiyan che si aspettava. Egli rivela quindi di essere Trunks, il figlio di Vegeta e Bulma tornato dal futuro con una macchina del tempo per avvisare tutti che di lì a tre anni due cyborg faranno la loro comparsa per distruggere il pianeta. Trunks li avvisa perché possano allenarsi in vista del loro arrivo perché nel suo futuro tutti i guerrieri (a eccezione di Goku, che sei mesi prima della comparsa dei nuovi nemici perisce a causa di una malattia cardiaca, per la quale nel presente non esiste un farmaco in grado di combatterla) sono morti per mano dei cyborg, e che lui è stato allenato da Gohan finché non fu ucciso anche lui. Trunks se ne ritorna nel suo futuro consegnandogli una medicina del suo tempo. Goku, spronato da Piccolo che aveva sentito tutto, racconta dei cyborg agli altri.                                                                                   |                  |                   |
| 123 | Scommessa per il futuro 「悟空の新必殺技!? 見てくれ、オラの瞬間移動」 - Gokū no Shin Hissatsu Waza!? Mitekure, Ora no Shunkan Idō | 15 gennaio 1992  | 29 agosto 2000    |
| 123 | Goku racconta ai suoi amici come si è salvato dall'esplosione di Namecc; prima della deflagrazione totale ha notato una delle cinque navicelle monoposto della Squadra Ginew e vi si è fiondato dentro riuscendo a scampare dalla morte. Con questa navicella è atterrato sul pianeta Yardrat poiché quelle erano le coordinate della prossima invasione della banda di Freezer. Dagli abitanti di Yardrat ha imparato una nuova tecnica dopo un addestramento di un anno; il teletrasporto. Bulma propone di localizzare e uccidere direttamente l'infido e pazzo scienziato-stregone Dr. Gelo, ma gli altri rifiutano per svariati motivi. I guerrieri si organizzano per ritrovarsi fra tre anni e quindi allenarsi duramente nell'attesa. Goku, Piccolo e Gohan si alleneranno insieme. Yamcha va invanamente in palestra, Crilin alla Kame House, Tenshinhan insieme a Jiaozi in zona desertica, infine Vegeta in una stanza a gravità 150.                                                                        |                  |                   |
| 124 | L'allenamento dei guerrieri 「こえてやる...悟空を!! 戦闘民族サイヤ人の王」 - Koeteyaru...Gokū o!! Sentō Minzoku Saiyajin no Ō | 22 gennaio 1992  | 30 agosto 2000    |
| 124 | I guerrieri Z continuano il loro allenamento in vista dell'arrivo dei cyborg. Ognuno trova il suo modo per allenarsi; Yamcha si stabilisce vicino alla Capsule Corporation, mentre Vegeta in una stanza creata dal Dr. Brief su sua richiesta, dove arriva ad allenarsi a gravità 300, rischiando anche di morire. Dopo essersi ripreso finisce per raggiungere i 400, nonostante le lamentele di Bulma, sicuro che prima o poi anche lui diventerà Super Saiyan superando il suo sfidante Kakaroth, scopo che ne sta accrescendo l'odio e l'ossessione. Intanto Gohan fa grandi progressi allenandosi con Piccolo e Goku. |                  |                   |
| 125 | Scuola-guida 「免許皆伝? 悟空の新たなる試練」 - Menkyo Kaiden? Gokū no Aratanaru Shiren | 29 gennaio 1992  | 30 agosto 2000    |
| 125 | Dopo essere stata attaccata da un cinghiale mentre faceva spese e avere invidiato una passeggiata in macchina dei vicini, Chichi costringe Goku a iscriversi a scuola guida e a prendere la patente. In questa storia si ritrova coinvolto Piccolo, che era lì presente e che quindi prende lezioni insieme a Goku. Piccolo viene affidato a una gentile istruttrice e dopo qualche difficoltà inizia a farci la mano; Goku invece a un vecchietto malandato, dandogli non pochi problemi nell'addestramento. Durante un'esercitazione sotto un temporale un pulmino con bambini a bordo cade in un burrone; il Saiyan e il namecciano li salvano prontamente, così gli istruttori dicono che è inutile che due persone con tali poteri prendano la patente. I tre anni sono passati, il gruppo di Goku si mette in partenza. |                  |                   |
| 126 | La riunione dei guerrieri 「気配を持たぬ殺人鬼 どいつが人造人間だ!?」 - Kehai o Motanu Satsujinki Doitsu ga Jinzō Ningen da!? | 5 febbraio 1992  | 31 agosto 2000    |
| 126 | Goku, Piccolo e Gohan raggiungono il luogo dove gli esseri artificiali faranno la loro comparsa, aggregandosi a Crilin, Bulma con un neonato Trunks, Yamcha e infine Tenshinhan che ha lasciato a casa Jiaozi. Poco dopo arriva Yajirobei per consegnare alcuni fagioli magici in caso di bisogno. L'orario previsto arriva, ma dei due cyborg nessuna ombra e nessuno percepisce forze spirituali. Quando Yajirobei viene attaccato sul suo aeroplano Gohan comprende che i cyborg non hanno aura, così divisi scendono in città a cercarli. Yamcha scorge alcuni esseri umani uccisi dai due esseri artificiali, ma ha appena il tempo di leggere lo stemma del Red Ribbon sui berretti, perché viene immobilizzato e attraversato da un braccio da uno dei due cyborg. |                  |                   |
| 127 | I cyborg 「冷血20号の悪逆非道!! 悟空、怒りの超変身」 - Reiketsu Nijūgō no Akugyaku Hidō!! Gokū, Ikari no Chō Henshin | 12 febbraio 1992 | 31 agosto 2000    |
| 127 | Percependo la riduzione dell'energia di Yamcha i guerrieri si precipitano sul posto, trovando il loro amico morente trafitto da uno dei due cyborg. Crilin prende il corpo dell'amico e lo riporta alla postazione iniziale. Goku propone al cyborg Numero 20 di spostarsi in quanto è pieno di gente; quest'ultimo acconsente ma solo dopo avere fatto alcuni danni. Intanto Yamcha si riprende grazie a un fagiolo magico e rivela che quei cyborg assorbono l'energia con il contatto, così insieme a Gohan e Crilin cercano di raggiungere gli altri. Goku, raggiunto un altopiano disabitato e roccioso, si trasforma in Super Saiyan, ma egli appare stranamente molto stanco. |                  |                   |
| 128 | Che ti succede Goku? 「悟空、ダブルショック!! 病と敵のはさみ撃ち」 - Gokū, Daburu Shokku!! Yamai to Teki no Hasamiuchi | 19 febbraio 1992 | 1º settembre 2000 |
| 128 | Goku Super Saiyan e C-19 iniziano a combattere e Goku appare subito in vantaggio. Intanto alla Kame House arriva Marion in cerca di Crilin e il maestro Muten gli racconta di quando Goku bambino sconfisse l'esercito del Red Ribbon. Yamcha, Gohan e Crilin raggiungono il luogo del combattimento informandoli del potere degli esseri artificiali. Goku, pur essendo in netto vantaggio, non sembra lottare come al solito: questo poiché sta iniziando a sentire i primi sintomi della malattia cardiaca predetta da Trunks. Il Super Saiyan lancia una Kamehameha, che viene assorbita dai palmi delle mani di Numero 19; a questo punto il cyborg riesce anche a colpire l'avversario. |                  |                   |
| 129 | Arriva Vegeta 「ベジータ強し!! 目覚める超サイヤ人の血」 - Bejīta Tsuyoshi!! Mezameru Sūpā Saiyajin no Chi | 26 febbraio 1992 | 1º settembre 2000 |
| 129 | Goku inizia a sentire gli effetti della malattia cardiaca, Crilin gli dona un fagiolo magico, ma si rivela inutile, confermando che si tratta del virus. C-19 riesce quindi a sconfiggerlo facilmente, per poi iniziare ad assorbire la sua energia. Prima di dargli il colpo di grazia arriva Vegeta, che mette in salvo Goku e sorprendentemente si trasforma in Super Saiyan; il principe racconta che, allenandosi duramente, prima a gravità 450 e poi affrontando una tempesta di meteoriti nello spazio, è riuscito a risvegliare il suo sangue di Super Saiyan per la rabbia dovuta all'invidia verso il suo rivale Kakaroth, superando anche il suo potere. Yamcha riporta Goku a casa, così che possa prendere le medicine per il cuore. Numero 19 inizia ad attaccare Vegeta, ma il suo primo attacco a sorpresa non ha effetto. |                  |                   |
| 130 | La sconfitta di "numero 19" 「20号の不敵な笑い... ドクターゲロの秘密」 - Nijūgō no Futeki na Warai... Dokutā Gero no Himitsu | 4 marzo 1992     | 3 settembre 2000  |
| 130 | Vegeta incassa il primo attacco senza risentirne e poi mette in difficoltà Numero 19 senza problemi, scagliandolo al suolo con violenza. L'androide riesce ad afferrare Vegeta, ma in realtà il Super Saiyan si fa assorbire l'energia di proposito per capire l'effettivo potere dell'avversario. A quel punto stendendo gli arti inferiori riesce a strappare le braccia di C-19, per poi distruggerlo definitivamente con il Big Bang Attack. Vegeta scioglie la trasformazione mostrandosi tranquillo, così il misterioso Numero 20 fugge per dirigersi al laboratorio. Vegeta prende un fagiolo magico e con tutti gli altri va alla ricerca del nemico. Numero 20, nascosto, riesce ad assorbire un potente attacco energetico di Vegeta, lanciato da quest'ultimo per stanarlo. |                  |                   |
| 131 | Il ritorno di Trunks 「事実は未来より恐ろしい!? トランクスの疑惑」 - Jijitsu wa Mirai yori Osoroshii!? Torankusu no Giwaku | 11 marzo 1992    | 3 settembre 2000  |
| 131 | Numero 20, nascosto, osserva i guerrieri in attesa di assorbire da qualcuno l'energia; alla fine sceglie Piccolo, in quanto è il più forte dopo Vegeta. Lo prende quindi alle spalle e inizia a prelevargli la forza tappandogli la bocca. Piccolo prima di perdere tutte le forze utilizza la telepatia per avvertire Gohan, che corre in suo aiuto liberandolo e attirando tutti gli altri. Il namecciano, dopo avere mangiato un fagiolo magico, si offre di affrontare egli stesso l'essere artificiale e gli si mostra superiore strappandogli anche una mano. Intanto Bulma e Yajirobei si dirigono sul luogo; invece Trunks appena arrivato dal futuro, rimane sconcertato dai rottami di Numero 19, in quanto non ha mai visto quel cyborg. I guerrieri credono di avere risolto tutto, ma Trunks arriva informandoli che quelli non sono i cyborg che hanno devastato il mondo nel suo tempo. |                  |                   |
| 132 | La vera identità di Cyborg numero 20 「追撃!! ドクターゲロ 謎の研究所を探し出せ」 - Tsuigeki!! Dokutā Gero Nazo no Kenkyūjo o Sagashidase | 18 marzo 1992    | 4 settembre 2000  |
| 132 | Trunks conferma che C-19 e C-20 non sono i cyborg del suo futuro, e che probabilmente con il suo precedente viaggio si è modificata la storia. Bulma giunge sul luogo e riconosce in N.20 il Dr. Gelo, il quale annuncia l'imminente risveglio di C-17 e C-18. Dopo essere stati informati sull'identità di Trunks tutti si dirigono nella zona in cui dovrebbe celarsi il laboratorio per distruggerlo, mentre Gohan trasporta Bulma, suo figlio e Yajirobei al monte Paoz. Il Dr. Gelo capisce le loro intenzioni, avendo riconosciuto in Bulma la figlia del presidente della Capsule Corporation. |                  |                   |
| 133 | L'incubo diventa realtà 「そして恐怖が現実に... 目覚める17号と18号!!」 - Soshite Kyōfu ga Genjitsu ni... Mezameru Jū-Nanagō to Jū-Hachigō!! | 25 marzo 1992    | 5 settembre 2000  |
| 133 | Goku soffre ancora per la malattia; intanto Crilin, Tenshinhan e Piccolo raggiungono il luogo in cui dovrebbe trovarsi il laboratorio e si dividono, spartendosi due fagioli magici a testa. Il Dr. Gelo, che li osservava, si fa localizzare da Crilin dopo avere incontrato un cacciatore, ma il dottore prende Crilin da dietro riuscendo a malmenarlo. Quest'ultimo lo segue fino al laboratorio, ma non riesce a impedirgli di entrare; aumenta quindi la propria aura per richiamare gli altri. Il Dr. Gelo attiva Numero 17 e Numero 18, rivelando che lui si è trasformato in un cyborg per avere vita eterna, mentre C-17 e C-18 erano difettosi e usati per il reattore a energia infinita. Improvvisamente 17 afferra il telecomando e lo distrugge, per evitare di essere controllato. Piccolo, Tenshinhan e poi Vegeta seguito da Trunks, arrivano al portone del laboratorio e Vegeta lo sfonda, nonostante le suppliche di Trunks di non affrontarli.                                                    |                  |                   |
| 134 | Il risveglio di C-16 「すべてが手遅れか!? 悟空を殺す最終兵器」 - Subete ga Teokure ka!? Gokū o Korosu Saishū Heiki | 1º aprile 1992   | 6 settembre 2000  |
| 134 | C-17 uccide il Dr. Gelo e attiva C-16, che ha un solo obiettivo: uccidere Goku. Trunks tenta di eliminarli con un'esplosione, ma distrugge soltanto il laboratorio senza arrecare danni ai cyborg. Vegeta, furioso per essere stato ignorato dal trio nemico, si trasforma in Super Saiyan e decide di distruggerli tutti da solo, cominciando da C-18. |                  |                   |
| 135 | La supremazia di C-18 「かわいい顔で超パワー!? 18号に死角なし」 - Kawaii Kao de Chō Pawā!? Jūhachigō ni Shikaku Nashi | 15 aprile 1992   | 7 settembre 2000  |
| 135 | Vegeta e C-18 combattono causando danni in città, ma il cyborg si dimostra più potente e spezza un braccio al Saiyan. |                  |                   |
| 136 | La vittoria dei cyborg 「誰にも奴らを止められない... Z戦士全滅か!?」 - Dare ni mo Yatsura o Tomerarenai... Zetto Senshi Zenmetsu ka!? | 22 aprile 1992   | 8 settembre 2000  |
| 136 | Trunks (trasformatosi a sua volta in Super Saiyan), Tenshinhan e Piccolo attaccano C-17 e C-18, ma vengono sconfitti senza problemi. I cyborg partono alla ricerca di Goku, non mascherando l'intenzione di provocare altri disastri. |                  |                   |
| 137 | Il piano di Junior 「ピッコロの決意!! とっておきの最後の手段」 - Pikkoro no Ketsui!! Totteoki no Saigo no Shudan | 29 aprile 1992   | 10 settembre 2000 |
| 137 | I cyborg se ne vanno e Piccolo prende una decisione: vuole riunirsi a Dio. |                  |                   |
| 138 | Goku deve sparire 「歩く超破壊兵器!! 人造人間が悟空に迫る」 - Aruku Chō Hakai Heiki!! Jinzō Ningen ga Gokū ni Semaru | 6 maggio 1992    | 10 settembre 2000 |
| 138 | Piccolo arriva al palazzo di Dio chiedendogli di fondersi con lui, ma la divinità vuole rimanere a osservare la situazione perché sia gli eventi che i cyborg appaiono molto diversi dal futuro raccontato da Trunks. Nel frattempo i cyborg rubano un camion e affrontano un gruppo di teppisti su motocicletta. Tenshinhan si dirige a recuperare Jiaozi per allenarsi, mentre Crilin, Trunks, Yamcha, Chichi, Gohan e l'infermo Goku si dirigono alla Kame House per prevenire l'attacco dei cyborg. |                  |                   |
| 139 | Una strana fotografia 「不吉な予感！ブルマが知らせたミステリー」 - Fukitsuna Yokan! Buruma ga Shiraseta Misuterī | 13 maggio 1992   | 11 settembre 2000 |
| 139 | Mentre il gruppo si dirige dal Maestro Muten Trunks rivela che modificando il passato ha creato una nuova linea temporale, e che quindi il suo futuro rimarrà inalterato. Intanto Vegeta, dopo uno scatto d'ira per la sconfitta, si convince di potere superare ulteriormente il suo limite. Bulma invia una fotografia al gruppo, dove è ritratta una macchina del tempo coperta da muschio. |                  |                   |
| 140 | Chi ha viaggiato nel tempo prima di Trunks? 「邪悪の卵を発見!! 恐怖するトランクス」 - Jaaku no Tamago o Hakken!! Kyōfu suru Torankusu | 20 maggio 1992   | 12 settembre 2000 |
| 140 | Bulma e Gohan trovano una vecchia macchina del tempo identica a quella di Trunks. In quest'ultima si trova l'uovo di un mostro e ne deducono che qualcuno ha viaggiato nel tempo prima di Trunks; infatti secondo la macchina qualcuno è arrivato quattro anni prima, cioè un anno prima che Trunks uccidesse Freezer e Cold. Vicino all'uovo inoltre trovano la muta di una creatura simile a un insetto. |                  |                   |
| 141 | Il ricongiungimento fra Junior e il Supremo 「かつてない敵に向けて... 超ナメック星人誕生!!」 - Katsutenai Teki ni Mukete... Sūpā Namekkuseijin Tanjō!! | 27 maggio 1992   | 14 settembre 2000 |
| 141 | Dio avverte il pericolo di un nuovo nemico e per scongiurare la minaccia decide di ricongiungersi con Piccolo. Intanto i notiziari televisivi avvertono la popolazione che gli abitanti di alcune città sono misteriosamente scomparsi, lasciando per strada soltanto gli abiti. Il super guerriero namecciano è nato e va ad affrontare la creatura misteriosa. |                  |                   |
| 142 | Il segreto del mostro venuto dal futuro 「カメハメ波!? 悟空の気を持つモンスター」 - Kamehameha!? Gokū no Ki o Motsu Monsutā | 3 giugno 1992    | 15 settembre 2000 |
| 142 | Piccolo raggiunge la nuova minaccia che grava sulla Terra: si tratta di un essere che assorbe gli umani per via del suo pungiglione presente all'estremità della coda. I due si tengono testa, ma Piccolo sembra essergli superiore: secondo N.16 infatti il suo potere è pari a quello di N.17. Trovandosi in difficoltà l'avversario usa prima il Makankosappo e poi la Kamehameha, dimostrando di possedere diverse aure familiari. |                  |                   |
| 143 | Il nuovo nemico 「憎悪と破壊の生命体!! 奴の名は人造人間セル」 - Zōo to Hakai no Seimeitai!! Yatsu no Na wa Jinzō Ningen Seru | 10 giugno 1992   | 16 settembre 2000 |
| 143 | Il mostro Cell avvolge Piccolo e inizia ad assorbirlo. Quando Cell molla la presa, dopo avergli assorbito la carne del braccio, Piccolo prende tempo e il cyborg spiega di essere stato costruito dal Dr. Gelo usando le cellule di Goku, Vegeta, Piccolo, Freezer e Cold e di essere stato sviluppato dal computer del dottore, rimasto intatto nei sotterranei. Cell gli spiega che lui è venuto dal futuro con la macchina del tempo che Bulma e gli altri hanno trovato nei boschi dopo avere ucciso Trunks. Sta cercando C-17 e C-18 per assorbirli e diventare l'essere perfetto. Dopo il racconto Piccolo rigenera il braccio ferito e la lotta ricomincia. |                  |                   |
| 144 | La fuga di Cell 「ピッコロ痛恨の大失敗! セルが街に放たれた!」 - Pikkoro Tsūkon no Dai Shippai! Seru ga Machi ni Hanatareta! | 17 giugno 1992   | 17 settembre 2000 |
| 144 | Il combattimento viene interrotto dall'arrivo di Crilin e Trunks. Cell spiega che se volesse potrebbe utilizzare anche la Genkidama, dopo questo scappa dopo avere accecato temporaneamente Piccolo con un Taiyoken e continua a diventare sempre più forte assorbendo una squadra di muscolosi giocatori di rugby. Nel frattempo anche Vegeta viene a conoscenza dell'esistenza del mostro, mentre Goku inizia a mostrare cenni di ripresa. |                  |                   |
| 145 | Ritorno al laboratorio del Dottor Gelo 「セル誕生の秘密! 研究所の地下に何がある!?」 - Seru Tanjō no Himitsu! Kenkyūjo no Chika ni Nani ga aru!? | 24 giugno 1992   | 17 settembre 2000 |
| 145 | Piccolo e gli altri discutono sul da farsi, mentre Vegeta è convinto di potere superare il limite del Super Saiyan e che quindi non ci sarebbe bisogno di fermare né i cyborg né Cell. Trunks e Crilin vanno nei sotterranei del laboratorio del Dr. Gelo sia per distruggerlo per evitare che si sviluppi in un futuro prossimo, sia per trovare qualche indizio; i due trovano i disegni del telecomando per disattivare i cyborg e li portano da Bulma. Tenshinhan e Piccolo cercano senza successo di stanare Cell. |                  |                   |
| 146 | Goku è di nuovo in forma 「悟空闘いへの目覚め! 超サイヤ人を超えろ!!」 - Gokū Tatakai e no Mezame! Sūpā Saiyajin o Koero!! | 1º luglio 1992   | 18 settembre 2000 |
| 146 | Piccolo, Crilin e Tenshinhan trovano Cell mentre assorbe altre persone, ma il mostro anche questa volta riesce a fuggire via azzerando l'aura. Chichi con sorpresa trova Goku che si allena in perfetta forma; il Saiyan si è rimesso dalla malattia e nel sonno convalescente ha ascoltato tutti i discorsi dei suoi amici, venendo a conoscenza dei cyborg e di Cell. Goku rivela che l'unica soluzione è superare il limite del Super Saiyan. |                  |                   |
| 147 | Oltre il limite del Super Sayan 「修行を急げサイヤ人! 精神と時の部屋で...」 - Shugyō o Isoge Saiyajin! Seishin to Toki no Heya de... | 8 luglio 1992    | 19 settembre 2000 |
| 147 | Goku, guarito dalla malattia cardiaca, raggiunge Vegeta, che vuole superare il limite del Super Saiyan. Gli parla dell'esistenza della stanza dello spirito e del tempo, una stanza dove il tempo passa molto lentamente e nella quale un giorno equivale a un anno terrestre. Mr. Popo porta i guerrieri Z nella stanza dello spirito e del tempo; i primi a entrare sono Trunks e Vegeta, che si preparano ad allenarsi lì. I tre cyborg approdano alla Kame House per sapere dove sia Goku e Piccolo li porta su un'isola poco distante per combattere. |                  |                   |

## Home video
Gli episodi della quinta stagione di Dragon Ball Z sono compresi nei dischi dal 20 al 25 dell'edizione in DVD giapponese, pubblicati il 19 marzo 2003 all'interno del primo volume di Dragon Box Z hen e poi ad uscite individuali tra il 26 aprile e il 5 luglio 2006.
| N° | Data           | Episodi | Fonte  |
| -- | -------------- | ------- | ------ |
| 20 | 26 aprile 2006 | 115-120 | [ 22 ] |
| 21 | 26 aprile 2006 | 121-126 | [ 23 ] |
| 22 | 7 giugno 2006  | 127-132 | [ 24 ] |
| 23 | 7 giugno 2006  | 133-137 | [ 25 ] |
| 24 | 7 giugno 2006  | 138-142 | [ 26 ] |
| 25 | 5 luglio 2006  | 143-147 | [ 27 ] |